# Saint-Jacques-de-Thouars
Saint-Jacques-de-Thouars ist eine französische Gemeinde mit 423 Einwohnern (Stand: 1. Januar 2022) im Département Deux-Sèvres in der Region Nouvelle-Aquitaine. Sie gehört zum Arrondissement Bressuire und zum Kanton Thouars. 

## Lage
Saint-Jacques-de-Thouars liegt etwa einen Kilometer südwestlich des Stadtzentrums von Thouars am Thouet, der die nördliche und nordöstliche Gemeindegrenze bildet. Nachbargemeinden von Saint-Jacques-de-Thouars sind Sainte-Radegonde im Nordwesten und Norden, Thouars im Norden und Osten, Saint-Jean-de-Thouars im Osten und Südosten sowie Mauzé-Thouarsais im Süden und Westen.

## Bevölkerungsentwicklung
| Jahr                       | 1962 | 1968 | 1975 | 1982 | 1990 | 1999 | 2006 | 2019 |
| Einwohner                  | 414  | 377  | 388  | 377  | 426  | 462  | 457  | 432  |
| Quellen: Cassini und INSEE |      |      |      |      |      |      |      |      |

## Sehenswürdigkeiten
- romanische Kirche Saint-Jacques, ursprünglich 1037 erbaut

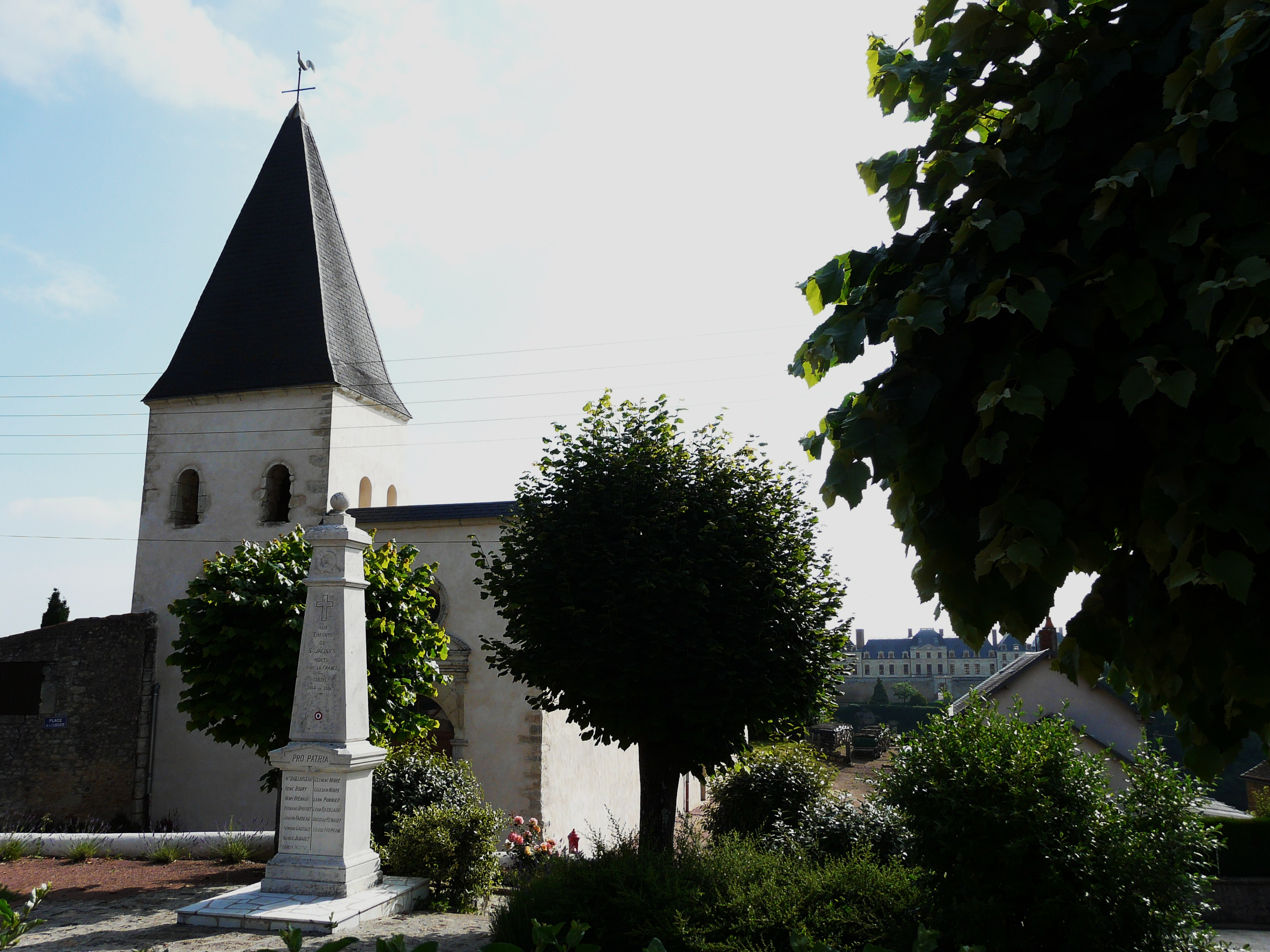
Kirche Saint-Jacques

- alte Priorei